# 赤頭 (陸奥国の人物)
赤頭（あかがしら、あかず）は、陸奥国の伝説上の人物。文献によっては鬼ともされる。

## 歴史

### 鎌倉時代

#### 吾妻鏡
『吾妻鏡』文治5年（1189年）9月28日の条で、源頼朝が鎌倉へと帰還する途中に平泉の達谷窟を通ったときのことが記されているが、そこに赤頭の名前が登場する。
「田谷」はタコクであり、達谷窟（たっこくのいわや）を指す。『吾妻鏡』では、蝦夷の長である悪路王と赤頭が坂上田村麻呂と藤原利仁によって征伐され、田村麻呂が鞍馬寺を模し多聞天像を安置して西光寺を建てたとある。「田村麿」は田村麻呂の別表記だが、その100年ほど後の人物である藤原利仁が同輩のように語られており、伝承に混乱が見られる。
阿部幹男は、「悪路王伝説」が形成されていく過程について、達谷窟周辺は桃源郷的農村でも賊主が立て籠る要塞でもなく、安倍頼良の本拠衣川の柵との境で、奥州藤原氏全盛には平泉の西門に位置し、堂宇も数多くあったため頼朝は清水寺や鞍馬寺と同じ光景を目にして達谷窟に輿を休めたのではとしている。平泉やその周辺の地に祇園、八坂、鈴沢、東山、大原など京の地名が移されたように、平泉に京の物語が導入されたことで同型の物語が創出された。また平泉の歴史的地理的役割を考える上で常陸国の鹿島との交流も念頭に置かなければならないともしている。
関幸彦は、王権の所在から東方世界に位置した陸奥を含む東北は「悪路王伝説」に象徴化されるように、古代日本の律令国家が東夷を征伐すべき存在として武威を発揚することで中世を胚胎させたと論じている。『陸奥話記』で坂上田村麻呂伝説が浮上し、これを継承するように『吾妻鏡』が悪路王伝説を紹介したとしている。

### 室町時代

#### 義経記
南北朝時代から室町時代初期に成立した軍記物語『義経記』では、田村麻呂と利仁が悪路王と赤頭を討伐したという『吾妻鏡』の記述を引用しつつ、『元亨釈書』に登場する高丸が混交したことで、悪路王の名は「悪事の高丸」なる人物に置き換えられている
。
周の太公望撰とされる『六韜』という兵法書を読むことで田村麻呂は悪事の高丸を、利仁は赤頭の四郎将軍を討ち取って名を挙げたとある。

## 地方伝説

### 岩手県

#### 大船渡の鬼越え
岩手県大船渡市の伝承では、「赤頭」が個人名ではなく集団名とされている。
猪川町の久名畑には、かつて盛川に面して「鬼越え」という巨岩があった。その昔、この地では悪鬼の部族「赤頭」が坂上田村麻呂に抵抗していた。彼らは半年ほどの戦いの後に敗れて四散し、長である「高丸」も久名畑から日頃市方面に逃れようとした。2丈 (6m) もある巨岩の上に追い詰められた高丸は、最後の力を振り絞って川を跳び越え、そのまま逃げ去ったという。
伝説の巨岩そのものは現存しないが、跡地には「鬼越えふれあい広場」という公園が整備されている（北緯39度06分07.2秒 東経141度41分28.5秒 / 北緯39.102000度 東経141.691250度）。

### 宮城県

#### 古将堂
伊達氏仙台藩4代藩主・伊達綱村の命により佐久間義和が編纂した『奥羽観蹟聞老志』に刈田郡斎川村にある古将堂の勧請由来がみえ、その中に赤頭が登場する。古将堂は佐藤継信・忠信の妻が凱旋装束して老婆を慰めたという故事に因んで甲冑をおびた女体二像が安置されている。

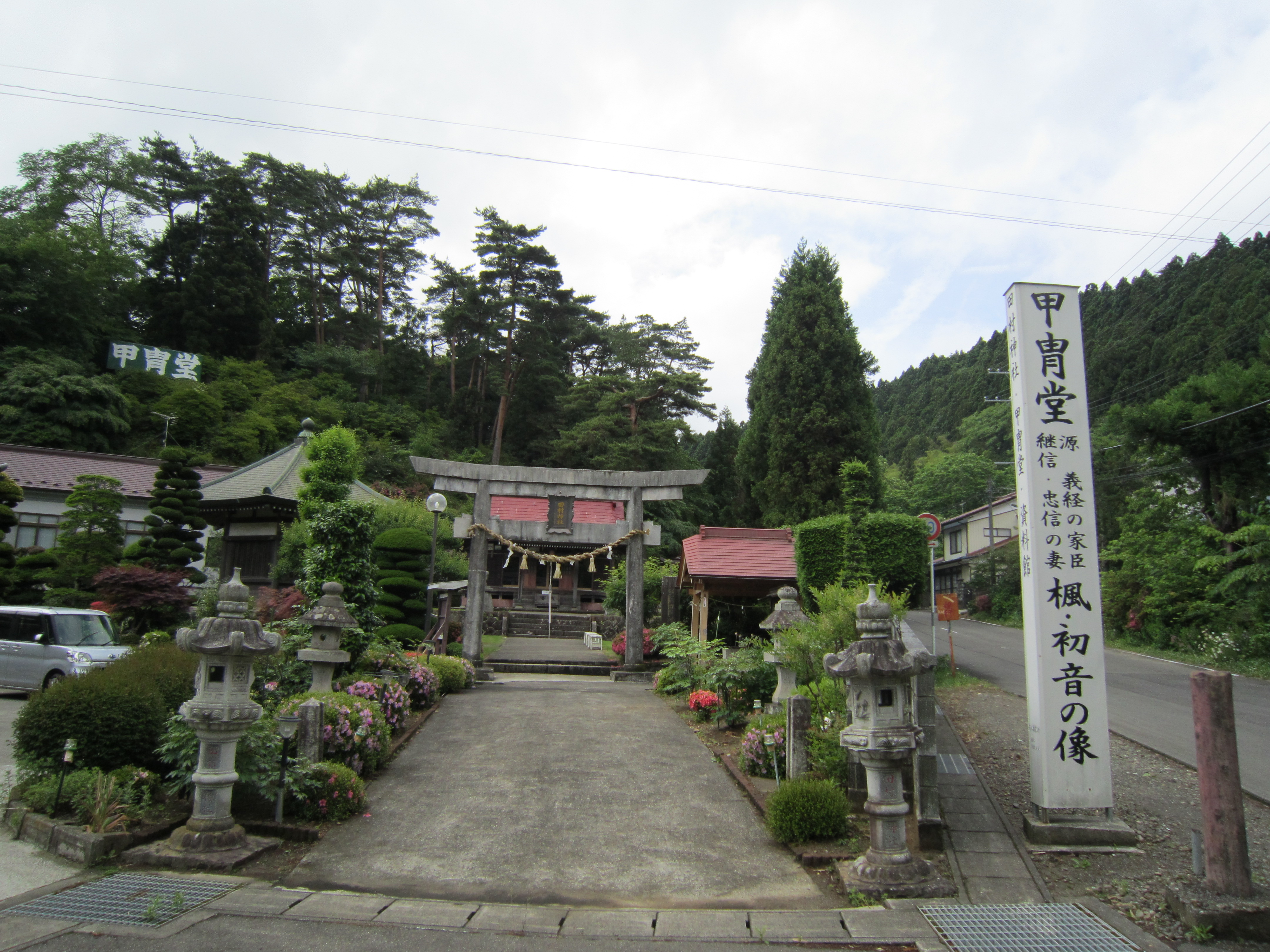
田村神社（白石市）
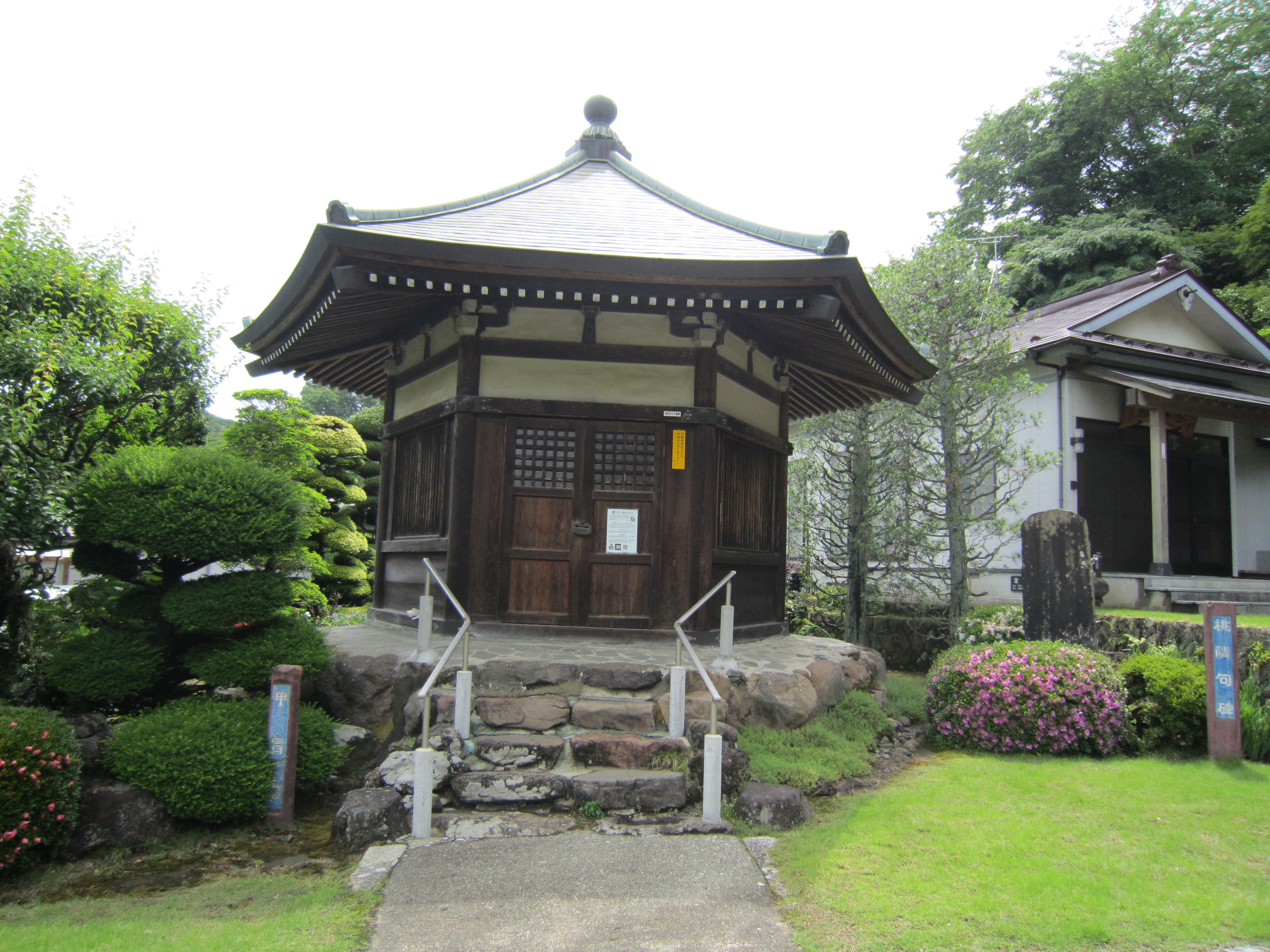
甲冑堂（古将堂）
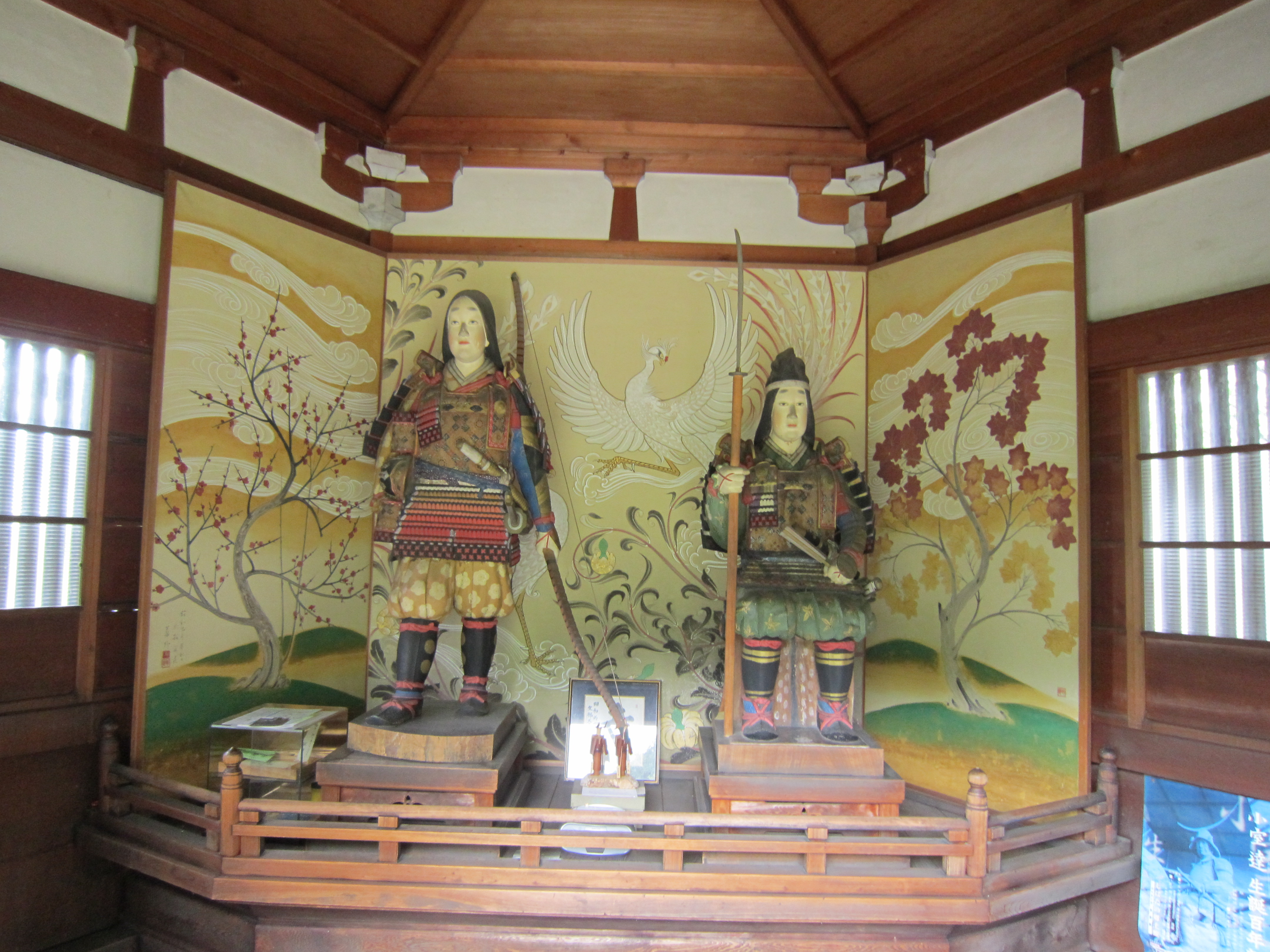
堂内の像

#### 箟峯寺
宮城県遠田郡涌谷町箟岳字神楽岡に所在する箟峯寺には、田村麻呂が赤頭高丸と悪路王を討って首を京に送った後、胴を岡の上に埋めるとともに戦死者を葬った塚を築き、その上に観音堂を建てたという伝説が残る。

### 福島県

#### 半田の赤頭太郎
福島県伊達郡桑折町には、赤頭（あかず）の太郎という大男の伝承が残っており、古い記録にはその背景がうかがえる物がある。
『信達二郡村史』附録 甲集之下「伊達郡富沢村古事記録」によると、791年（延暦10年）に高丸の郎党である赤頭太郎が半田山の麓にて射殺され、祟りを恐れた人々により「赤頭太郎明神」として祀られたという。
おそらく江戸時代に成立したと思われる『霊山軍記』上巻には、醍醐天皇の治世に赤頭太郎が威を振るっていたため、追討に差し向けられた藤原利仁により、半田麓で討たれたとある。赤頭太郎は1丈2尺（3.6m）の大男で、顔に朱をさしたような見た目をしており、大力無双であったという。
桑折町北半田熊野に所在する益子神社は、大竹丸の弟である赤頭太郎が明神として祀られたのを始まりとしている。
益子神社から程近い桑折町北半田道上には、赤頭太郎の異名である「赤瀬太郎」を顕彰した碑がある（北緯37度52分30.7秒 東経140度31分25.8秒 / 北緯37.875194度 東経140.523833度）。

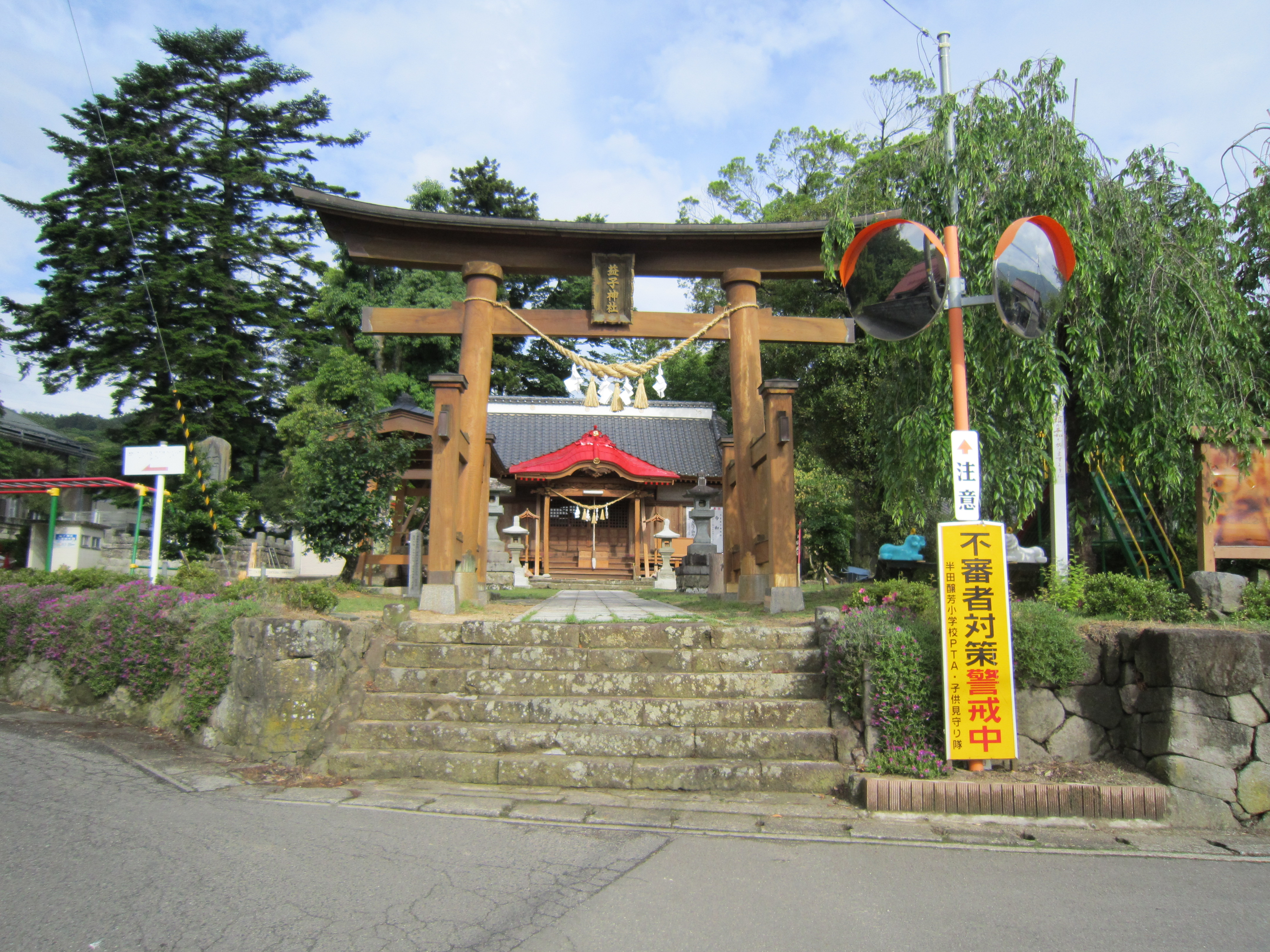
益子神社
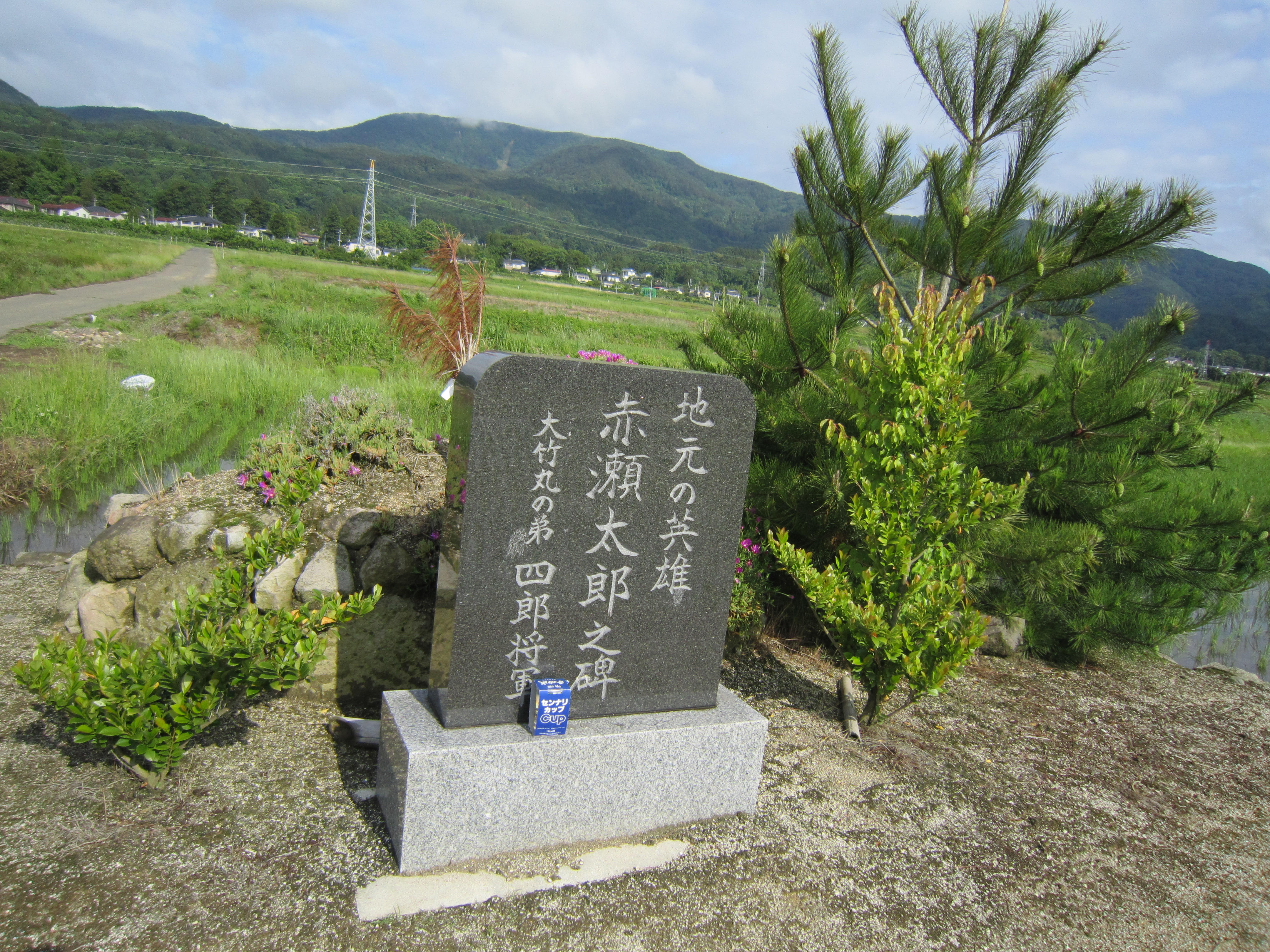
地元の英雄 赤瀬太郎之碑

## 考察
『吾妻鏡』では悪路王と並び称されている赤頭だが、喜田貞吉はその『吾妻鏡』以外に確かな出典をほとんど知らないと述べている。
伊能嘉矩は、アカカシラ→アカシラ→アカラと略せばアクロに通じるので、元は1人の名前を2通りの表記で示したものが、いつしか別々の人物と解釈されるようになったのだろうとしている。
阿部幹男は、『常陸大掾伝記』『常陸大掾系図』の中で平国香の子孫という平正幹について「赤頭の四郎将軍と号す」とあり、鎌倉時代の『八幡愚童記』では塵輪という魔者の姿を「色赤く、頭は8有りて」と常套的な表現をしているため、時代的趣向から蝦夷の長に「赤頭」という名前を使用したものであろうとしている。

### 原典
1. ↑  『吾妻鏡』 第九巻 文治五年九月小廿八日乙酉
2. ↑  『義経記』 巻第二 「義経鬼一法眼が所へ御出の事」